# Castlevania Chronicles
Castlevania Chronicles, в Японии известная как Akumajō Dracula: Castlevania Chronicle (яп. 悪魔城ドラキュラ 悪魔城年代記 Акумадзё: Доракюра Кяссуруваниа Куроникуру) — платформерная игра серии Castlevania, ремейк первой части. В первоначальном варианте игра вышла в 1993 году на японский домашний компьютер Sharp X68000 и носила имя Akumajō Dracula (яп. 悪魔城ドラキュラ Акумадзё: Доракюра), а в 2001 году была портирована на известную консоль Sony PlayStation.

## Игровой процесс
Игра является улучшенной версией первой части Castlevania на NES. Здесь мы берём управлением Саймоном Бельмонтом, который бросил вызов Дракуле. Вооружён фамильным кнутом «Убийца вампиров»
Хоть игры вышли на 32-битной консоли, но графически напоминает Super Castlevania IV, хотя и более совершенна в музыкальном направлении.
Управление упрощено, Саймон может бить кнутом только прямо. Но во время прыжка может так же бить вниз и по диагонали-вниз. Убрано возможность бить кнутом вверх из-за использование доп. оружие (Вверх+Атака)

## Уровни
Абсолютно новые, графически изменённые. Но 1-й и 7-й уровень остались как с оригинальной Castlevania. 7-й уровень копия 5-го уровня из первой части игры.

## Sony PlayStation
Это порт игры с Sharp X68000. Имеет несколько улучшений.
Original Mode
По сути это точная копия игры на компьютер Sharp X68000, даже есть возможность использовать его звуковой MIDI-модуль.
Arranged Mode
Улучшенная версия игры. Технически не изменилась, но изменилась слегка графически и музыкально:
- Переработаны спрайты Саймона Бельмонта, изменена анимация, и теперь он с красными волосами.
- Немного изменён костюм
- Ремикширована под 32-битную консоль вся музыка.
- Добавлены графические эффекты.

## Предметы
Все предметы выбиваются из подсвечников.
Предметы
- Денежные мешки — дают очки.
- Малое сердце — пополняет счётчик сердец, необходимых для использования дополнительного оружия. Максимум можно собрать 99 сердец.
- Большое сердце — равносильно пяти малым сердцам.
- Утренняя звезда — превращает кожаный кнут в цепной под названием «утренняя звезда». При повторном подборе — удваивает длину «Утренней звезды».
- Крест с цепью — уничтожает всех врагов на экране
- Магический кристалл — завершает этап. Выпадает после победы над боссом.
- Свиная отбивная — пополняет 50 % энергии. Спрятана в стенах.
- Снадобье — временная неуязвимость.
- II или III — позволяет использовать дополнительное орудия 2 (или 3 соответственно) раза одновременно.
- Сокровища — секретные предметы дают несколько тысяч очков. Чтобы их добыть нужно постоять, пройти, присесть в особых местах

Дополнительное оружие
Каждое оружие требует расход сердец.
- Нож — летит по прямой до конца экрана.
- Топор — летит по параболе.
- Крест-бумеранг — летит до конца экрана и возвращается обратно.
- Часы — на 3 секунды останавливает всех врагов (кроме боссов).
- Сосуд со святой водой — бросается по диагонали вниз. При контакте с поверхностью воспламеняется, нанося существенный урон врагам.
- Клевер — за использование сердец восстанавливает здоровье.

## Оценки
| Сводный рейтинг | Сводный рейтинг |
| Агрегатор       | Оценка          |
| --------------- | --------------- |
| GameRankings    | 73,53 %         |